# L'Homme qui a vu l'ours qui a vu l'homme
À ne pas confondre avec le film L'Homme qui a vu l'homme qui a vu l'ours (1990).
Pour plus de détails, voir Fiche technique et Distribution.
L'Homme qui a vu l'ours qui a vu l'homme est une comédie française réalisée par Pierre Richard et sortie en 2025.
Il est présenté, en avant-première mondiale,  dans la section « Séances spéciales » du Festival de Cannes 2025.

## Synopsis
Un jeune homme autiste asperger rencontre un vieil ermite qui fuit le monde des hommes et vit dans une cabane dans le Midi de la France. Ensemble, ils recueillent un ours échappé d'un cirque itinérant.

## Fiche technique
Sauf indication contraire, les informations mentionnées dans cette section peuvent être confirmées par les bases de données cinématographiques Allociné et Unifrance,  présentes dans la section « Liens externes ».
- Titre original : L'Homme qui a vu l'ours qui a vu l'homme
- Réalisation : Pierre Richard
- Scénario : Pierre Richard et Anne-Sophie Rivière
- Musique : Olivier Defays
- Décors : Mathieu Menut
- Photographie : Pierre Aïm et Mathieu Menut[2]
- Son : Steven Ghouti[2], Laurent Lafran et Vincent Mauduit
- Montage : Jeanne Kef
- Production : Frédéric Niedermayer
- Sociétés de production : Moby Dick Films, en association avec la SOFICA LBPI 18[réf. nécessaire]
- Société de distribution : ARP Sélection
- Pays de production :  France
- Langue originale : français
- Format : couleur
- Genre : comédie
- Durée : 88 minutes
- Dates de sortie : 
  - France : 22 mai 2025 (Festival de Cannes)[2] ; 17 septembre 2025 (sortie nationale)[3] Date sujette à modification

## Distribution
- Pierre Richard : Grégoire
- Timi-Joy Marbot : Michel
- Gustave Kervern : Nanosh
- Louis-Do de Lencquesaing : Christos
- Sophie Barbero : Sylvie
- Patrick Ligardes : Jackot
- Mylène Vareilles : Dédée
- Anny Duperey
- Jean-Claude Baudracco : Gros Nono[réf. nécessaire]

## Production
Il s'agit du neuvième film réalisé par l'acteur-réalisateur nonagénaire Pierre Richard, 27 ans après son précédent, Droit dans le mur sorti en 1997.
Le tournage a lieu à Gruissan dans l'Aude, du 23 septembre au 8 novembre 2024.

## Accueil
L'Homme qui a vu l'ours qui a vu l'homme est projeté en avant-première en séance spéciale lors du Festival de Cannes 2025. Le film devrait avoir une sortie nationale au dernier trimestre 2025 en France.

## Distinctions

### Sélection
- Festival de Cannes 2025 : sélection officielle, séance spéciale